# Quả bóng vàng châu Âu 2022
Quả bóng vàng châu Âu 2022 (tiếng Pháp: Ballon d'Or ) là lễ trao giải thường niên lần thứ 66 của Quả bóng vàng châu Âu, tổ chức bởi France Football, trao cho cầu thủ bóng đá có thành tích thi đấu tốt nhất trên thế giới vào mùa giải 2021–22.
Các đề cử cho buổi lễ được công bố vào ngày 12 tháng 8 năm 2022.
Lần đầu tiên trong lịch sử, giải thưởng được trao dựa trên kết quả của mùa giải chứ không phải năm.
Lần đầu tiên kể từ năm 2005, cầu thủ thành công nhất trong lịch sử giải thưởng này, Lionel Messi không xuất hiện trong top 30.

## Danh sách đề cử rút gọn của Nam
Các đề cử cho buổi lễ được công bố vào ngày 12 tháng 8 năm 2022.
| Xếp hạng | Cầu thủ                | Câu lạc bộ                 | Số điểm |
| -------- | ---------------------- | -------------------------- | ------- |
| 1        | Karim Benzema          | Real Madrid                |         |
| 2        | Sadio Mané             | Liverpool                  |         |
| 3        | Kevin De Bruyne        | Manchester City            |         |
| 4        | Robert Lewandowski     | Bayern Munich              |         |
| 5        | Mohamed Salah          | Liverpool                  |         |
| 6        | Kylian Mbappé          | Paris Saint-Germain        |         |
| 7        | Thibaut Courtois       | Real Madrid                |         |
| 8        | Vinícius Júnior        | Real Madrid                |         |
| 9        | Luka Modrić            | Real Madrid                |         |
| 10       | Erling Haaland         | Borussia Dortmund          |         |
| 11       | Son Heung-min          | Tottenham Hotspur          |         |
| 12       | Riyad Mahrez           | Manchester City            |         |
| 13       | Sébastien Haller       | Ajax                       |         |
| 14       | Rafael Leão            | Milan                      |         |
| 14       | Fabinho                | Liverpool                  |         |
| 16       | Virgil van Dijk        | Liverpool                  |         |
| 17       | Casemiro               | Real Madrid                |         |
| 17       | Dušan Vlahović         | Fiorentina Juventus        |         |
| 17       | Luis Díaz              | Porto Liverpool            |         |
| 20       | Cristiano Ronaldo      | Juventus Manchester United |         |
| 21       | Harry Kane             | Tottenham Hotspur          |         |
| 22       | Bernardo Silva         | Manchester City            |         |
| 22       | Trent Alexander-Arnold | Liverpool                  |         |
| 22       | Phil Foden             | Manchester City            |         |
| 25       | Joshua Kimmich         | Bayern Munich              |         |
| 25       | Mike Maignan           | Milan                      |         |
| 25       | Antonio Rüdiger        | Chelsea                    |         |
| 25       | João Cancelo           | Manchester City            |         |
| 25       | Christopher Nkunku     | RB Leipzig                 |         |
| 25       | Darwin Núñez           | Benfica Liverpool          |         |

## Danh sách đề cử rút gọn của Nữ
Danh sách rút gọn cho giải thưởng sẽ được công bố vào ngày 12 tháng 8 năm 2022.
| Xếp hạng | Cầu thủ                 | Câu lạc bộ                   | Số điểm |
| -------- | ----------------------- | ---------------------------- | ------- |
| 1        | Alexia Putellas         | Barcelona                    |         |
| 2        | Beth Mead               | Arsenal                      |         |
| 3        | Sam Kerr                | Chelsea                      |         |
| 4        | Lena Oberdorf           | Wolfsburg                    |         |
| 5        | Aitana Bonmatí          | Barcelona                    |         |
| 6        | Alexandra Popp          | Wolfsburg                    |         |
| 7        | Ada Hegerberg           | Lyon                         |         |
| 8        | Wendie Renard           | Lyon                         |         |
| 9        | Catarina Macario        | Lyon                         |         |
| 10       | Lucy Bronze             | Manchester City              |         |
| 11       | Vivianne Miedema        | Arsenal                      |         |
| 12       | Christiane Endler       | Lyon                         |         |
| 13       | Alex Morgan             | Orlando Pride San Diego Wave |         |
| 14       | Selma Bacha             | Lyon                         |         |
| 15       | Millie Bright           | Chelsea                      |         |
| 16       | Asisat Oshoala          | Barcelona                    |         |
| 17       | Marie-Antoinette Katoto | Paris Saint-Germain          |         |
| 18       | Trinity Rodman          | Washington Spirit            |         |
| 19       | Fridolina Rolfö         | Barcelona                    |         |
| 20       | Kadidiatou Diani        | Paris Saint-Germain          |         |

## Cúp Kopa
Các đề cử cho buổi lễ được công bố vào ngày 12 tháng 8 năm 2022.
| Xếp hạng | Cầu thủ           | Câu lạc bộ          | Số điểm |
| -------- | ----------------- | ------------------- | ------- |
| 1        | Gavi              | Barcelona           |         |
| 2        | Eduardo Camavinga | Rennes Real Madrid  |         |
| 3        | Jamal Musiala     | Bayern Munich       |         |
| 4        | Jude Bellingham   | Borussia Dortmund   |         |
| 5        | Nuno Mendes       | Paris Saint-Germain |         |
| 6        | Ryan Gravenberch  | Ajax                |         |
| 6        | Joško Gvardiol    | RB Leipzig          |         |
| 8        | Bukayo Saka       | Arsenal             |         |
| 9        | Karim Adeyemi     | Red Bull Salzburg   |         |
| 10       | Florian Wirtz     | Bayer Leverkusen    |         |

## Cúp Yashin
Các đề cử cho buổi lễ được công bố vào ngày 12 tháng 8 năm 2022.
| Xếp hạng | Cầu thủ          | Câu lạc bộ          | Số điểm |
| -------- | ---------------- | ------------------- | ------- |
| 1        | Thibaut Courtois | Real Madrid         |         |
| 2        | Alisson          | Liverpool           |         |
| 3        | Ederson          | Manchester City     |         |
| 4        | Édouard Mendy    | Chelsea             |         |
| 5        | Mike Maignan     | Milan               |         |
| 6        | Kevin Trapp      | Eintracht Frankfurt |         |
| 7        | Manuel Neuer     | Bayern Munich       |         |
| 8        | Jan Oblak        | Atlético Madrid     |         |
| 9        | Yassine Bounou   | Sevilla             |         |
| 10       | Hugo Lloris      | Tottenham Hotspur   |         |

## Giải thưởng Socrates
| Xếp hạng | Cầu thủ    | Câu lạc bộ mùa giải 2021–22 |
| -------- | ---------- | --------------------------- |
| 1        | Sadio Mané | Liverpool                   |

## Cúp Gerd Müller
Giải thưởng này trước đó được gọi là Tiền đạo của năm. Nó được đổi tên thành Cúp Gerd Müller theo tên tiền đạo người Đức Gerd Müller chết vào tháng 8 năm 2021.
| Xếp hạng | Cầu thủ            | Câu lạc bộ mùa giải 2021–22 |
| -------- | ------------------ | --------------------------- |
| 1        | Robert Lewandowski | Bayern Munich               |

## Câu lạc bộ của năm
| Xếp hạng | Câu lạc bộ      | Tổng cầu thủ | Nam | Nữ |
| -------- | --------------- | ------------ | --- | -- |
| 1        | Manchester City | 6            | 5   | 1  |
| 2        | Liverpool       | 6            | 6   | 0  |
| 3        | Real Madrid     | 5            | 5   | 0  |